# PCC SE
Die PCC SE mit Sitz in Duisburg ist eine in den Bereichen Chemie, Silizium und Logistik tätige Unternehmensgruppe.
Gründer und Alleinaktionär ist Waldemar Preussner.

## Unternehmensgeschichte

### Hintergrund
1993 wurde die Vorgängergesellschaft der PCC SE, die Petro Carbo Chem Rohstoffhandelsgesellschaft mbH (heute: PCC Trade & Services GmbH), von Waldemar Preussner und Partnern in Duisburg gegründet. 1998 wurde durch Abspaltung die PCC AG geschaffen. Im Februar 2007 wurde die Rechtsform von der AG zur Europäischen Aktiengesellschaft (SE) gewechselt.
Der Konzern ist durch Ankäufe und Beteiligungen an anderen Unternehmen stark gewachsen. 1998 startete die PCC SE als eines der ersten deutschen mittelständischen Unternehmen die eigenständige, bankenunabhängige Begebung von Anleihen im Direktvertrieb. Unternehmensanleihen bilden seitdem das wesentliche Finanzierungsinstrument der Konzernholding. Die meisten Standorte der Gruppe liegen seit der Unternehmensgründung in Mittel- und Osteuropa, allen voran in Polen. Seit der Liberalisierung der Märkte in dieser Region ist die PCC dort vor allem als Chemieproduzent und Rohstoffhändler sowie als Logistikanbieter und Betreiber von Kraftwerken tätig. Die PCC erwarb im Rahmen der Privatisierungen von Staatsbetrieben diverse Unternehmen, die in den Folgejahren mit erheblichen Investitionen modernisiert und erweitert wurden. Mit dieser Expansion ging gleichzeitig der Wandel vom Rohstoffhandelsunternehmen zum diversifizierten Konzern mit starker eigener Produktionsbasis einher. Die weitere Internationalisierung wurde insbesondere durch Investitionen in den USA, Südostasien und Westafrika sowie in Island vorangetrieben.
2023 erzielte die PCC mit ihren rund 66 Beteiligungen in 17 Ländern einen Konzernumsatz von 993,6 Mio. €.
|                          | 2019         | 2020         | 2021         | 2022           | 2023         |
| Umsatz                   | 767,5 Mio. € | 716,8 Mio. € | 979,6 Mio. € | 1.324,7 Mio. € | 993,6 Mio. € |
| EBT                      | 19,3 Mio. €  | −38,4 Mio. € | 91,7 Mio. €  | 192,6 Mio. €   | −20,8 Mio. € |
| Mitarbeiter (zum 31.12.) | 3.583        | 3.176        | 3.311        | 3.391          | 3.265        |

### Akquisitionen
2000–2008: Akquisition von Anteilen an polnischen Güterverkehrsunternehmen bis zur Bündelung dieser Aktivitäten im Unternehmensverbund PCC Logistics, der zum größten privaten Güterbahnbetreiber des Landes und 2009 an die Deutsche Bahn AG veräußert wurde.
2002–2010: Die PCC erwarb sukzessive Anteile eines bedeutenden polnischen Chemieproduzenten, der heutigen PCC Rokita SA. Sie ist seitdem die größte Tochtergesellschaft des Konzerns.
2006: Durch die Übernahme eines Geschäftsbereichs der Rütgers Organics Corporation entstand die PCC Chemax, Inc. in Piedmont, South Carolina, USA.
2009: Akquisition der heutigen PCC Silicium S.A. in Zagórze (Polen), die über einen Quarzit-Steinbruch verfügt. Dieser bildet die Rohstoffbasis der Siliziummetall-Anlage der PCC in Island.
2015–2018: Die PCC Rokita SA gründete mit dem thailändischen Polyole- und Polyurethane-Produzenten IRPC Polyol Company Ltd. ein Gemeinschaftsunternehmen und übernahm bis 2018 insgesamt 50 Prozent des Joint-Venture-Partners.

### Projektinvestitionen
2005: Beginn des Engagements der PCC im Kraftwerkssegment erneuerbarer Energien durch die Gründung des Joint Ventures PCC DEG Renewables GmbH mit der KfW-Tochter DEG – Deutsche Investitions- und Entwicklungsgesellschaft mbH. Die Anfangsfinanzierung betrug 8 Mio. €. Zwischen 2009 und 2023 wurden sechs Kleinwasserkraftwerke in Südosteuropa in Betrieb genommen.
2012: Die PCC SE und ihr langjähriger Partner, die russische JSC Shchekinoazot, legten mit dem Joint Venture OOO DME Aerosol die Basis für ein Projekt mit einem Investitionsvolumen von 20 Mio. € zur Herstellung von hochreinem Dimethylether (DME). Der Baubeginn war 2017, die Inbetriebnahme erfolgte im Dezember 2018.
2013: Baubeginn einer Produktionsanlage für hochreine Monochloressigsäure (MCAA). Die Anlage wurde von der PCC MCAA Sp. z o.o. Ende 2016 in Betrieb genommen.
2012–2018: In mehrjährigen Verhandlungen wurde die Finanzierung des Baus einer Siliziummetall-Produktionsanlage in Island durch die Projektgesellschaft PCC BakkiSilicon hf sichergestellt. Es war das mit einem Investitionsvolumen von rund 265 Mio. € größte Einzelprojekt in der Unternehmensgeschichte. Der Baubeginn war im September 2015, der Produktionsstart erfolgte im Mai 2018. Die Anlage nahe der Kleinstadt Húsavík produziert Siliziummetall als wesentlichen Rohstoff vor allem für die chemische Industrie. Da das Werk auf deutscher Anlagentechnik basiert und seine Erzeugnisse von rohstoffpolitischer Bedeutung für die deutsche Wirtschaft sind, wurde das Projekt durch Finanzierungsinstrumente des Bundes gefördert. Zum Anlagenbetrieb wird ausschließlich Strom aus erneuerbaren Energiequellen genutzt (vor allem Geothermie).

### Börsengänge
2009: Teilbörsengang der PCC Intermodal S.A. (internationale Containerlogistik) an der Warschauer Wertpapierbörse. Die PCC SE blieb weiterhin Mehrheitsaktionär. 2018 übernahm die PCC SE Anteile von Minderheitsgesellschaftern an dem Unternehmen und nahm es durch ein Delisting wieder von der Börse.
2012: Börsengang des Tenside-Herstellers PCC Exol SA an der Warschauer Börse. Die PCC SE bleibt mit rund 86 Prozent der Anteile Mehrheitsaktionär.
2014: Börsengang der größten PCC-Konzerngesellschaft PCC Rokita SA an der Warschauer Börse. Die PCC SE bleibt mit rund 84 Prozent der Anteile Mehrheitsaktionär.

### Veräußerungen
2008: Verkauf der Rokita-Agro an den israelischen Agrochemieproduzenten Makhteshim Agan Industries (heute Adama).
2009: Der polnische Unternehmensverbund PCC Logistics wird an die Deutsche Bahn verkauft und in DB Schenker Rail Polska (heute DB Cargo Polska) umbenannt.
2010: Verkauf des Energieversorgers PCC Energie an die spanische Nexus Energía
2015: Verkauf des polnischen Telekommunikations- und Datacenteranbieters 3Services Factory an einen Investmentfonds.

## Konzernstruktur

### Chemiesegmente
Hauptumsatzträger des Konzerns sind zusammengenommen die drei Chemiesegmente Polyole & Derivate, Tenside & Derivate und Chlor & Derivate. Die Produktion erfolgt vor allem in Polen. Bedeutendste Beteiligung ist die PCC Rokita SA mit Sitz in Brzeg Dolny, u. a. Osteuropas führender Hersteller von Polyether-Polyolen, den Grundstoffen von PU-Schaumstoffen etwa für Matratzen, und ein bedeutender Chlorproduzent. Die PCC Exol SA mit Sitz in Brzeg Dolny ist der einzige Hersteller von Tensiden in Polen.

### Segment Silizium & Derivate
Im Segment Silizium & Derivate betreibt PCC eine Produktionsanlage für Siliziummetall in Húsavík, Island, die zu 100 % mit Strom aus erneuerbaren Energiequellen betrieben wird. Den Rohstoff Quarzit bezieht die Anlage aus dem Steinbruch von PCC in Polen.

### Segment Handel & Services
Die größte Beteiligung im Segment Handel & Services ist die Rohstoffhandelsgesellschaft PCC Trade & Services GmbH. In diesem Segment werden darüber hinaus diverse Servicegesellschaften geführt, die überwiegend Dienstleistungen beispielsweise in Energieversorgung, Informationstechnologie und Umweltschutz erbringen.

### Logistiksegment
Die Sparte Logistik wird von der PCC Intermodal S.A. dominiert, einem führenden privaten Logistikdienstleister in Osteuropa mit insgesamt fünf eigenen Kombiverkehrsterminals in Polen und Deutschland zur Containerverladung zwischen Schienen- und Straßentransport. Linienverbindungen bestehen unter anderem zwischen den polnischen Inlandterminals der PCC an die Seehäfen in Deutschland und den Benelux-Ländern.

### Segment Holding & Projekte
Dieses Segment steuert Großprojekte wie den Bau einer Produktionsanlage für Alkoxylate in Malaysia in einem Joint Venture mit Petronas Chemicals Group Berhad, die 2024 in Betrieb genommen wurde.

## Gesellschaftliches Engagement
Das Unternehmen ist Namensgeber des PCC-Stadions, in dem der von PCC gesponserte Verein VfB Homberg spielt. Das soziale Engagement der PCC SE umfasste unter anderem von 2019 bis 2024 die Unterstützung des 1998 gegründeten Vereins Gemeinsam gegen Kälte Duisburg e.V. bei der Hilfe für obdachlose Menschen und 2018 des Deutschen Kinderschutzbunds in Duisburg bei einer Anlaufstelle für junge Mütter.